# سیارک ۱۳۱۹۲
سیارک ۱۳۱۹۲ (به انگلیسی: 13192 Quine، نامگذاری:1997BU5) سیزده هزار و صد و نود و دومین سیارک کشف شده‌است که در ۳۱ ژانویه ۱۹۹۷ کشف شد.
قدر مطلق سیارک برابر ۱۵٫۱۰ است.